# Weiß (Familienname)
Weiß oder Weiss ist ein Familienname.

## Herkunft und Bedeutung
Weiß ist ein ursprünglicher Übername, zu mittelhochdeutsch wīʒ „weiß, blond“ (nach der Haar- oder Hautfarbe des ersten Namenträgers) oder zu mittelhochdeutsch weise, mittelniederdeutsch we(i)se „Waise, Waisenkind“.

## Varianten
Weis, Weisz, Weihs, Wiss oder Wiß, Wyss oder Wyß, Blanc (französische Variante), Blanco, Bianco

## Namensträger

### A
- Abdul Rahman Weiss (* 1998), griechisch-syrischer Fußballspieler
- Adam Weiß (um 1490–1540), deutscher Theologe und Reformator
- Adi Weiss (* 1975), österreichischer Modejournalist und Herausgeber
- Adolf Weiss (Botaniker) (Adolf Gustav Weiss; 1837–1894), österreichischer Botaniker und Hochschullehrer
- Adolf Weiß (Religionswissenschaftler) (1849–1924), österreichischer Religionswissenschaftler
- Adolf Weiß, eigentlicher Name von Adolf Weisse (1855–1933), österreichischer Schauspieler und Intendant
- Adolf Weiß (Heimatdichter) (1860–1938), deutscher Heimatdichter
- Adolf Weiss (Eisschnellläufer), deutscher Eisschnellläufer
- Adolf Weiß (Fußballspieler) (* 1925), deutscher Fußballtorhüter
- Adolf Weiss von Tessbach (1831–1900), böhmisch-österreichischer Jurist und Politiker
- Adolph Weiss (1891–1971), US-amerikanischer Komponist
- Alan R. Weiss (* 1959), US-amerikanischer Softwarearchitekt und politischer Aktivist
- Alarich Weiss (1925–1995), deutscher Physikochemiker und Hochschullehrer
- Albert Weiss (Mediziner) (auch Albert Weiß; 1831–1907), deutscher Arzt und Übersetzer
- Albert Weiss (Architekt) (1907–nach 1947), deutscher Architekt
- Albert Weiß (Unternehmer) (* 1953), deutscher Unternehmensgründer
- Albert Maria Weiss (Pseudonym Heinrich von der Clana; 1844–1925), deutscher Theologe und Schriftsteller
- Albert Paul Weiss (1879–1931), US-amerikanischer Linguist, Psychologe und Hochschullehrer
- Alberto Weiss (* 1991), französischer Jazzmusiker
- Albin Weiß (1897–1970), deutscher Widerstandskämpfer
- Alex Weiss (* 1971), US-amerikanischer Jazzmusiker
- Albrecht Weiß (1890–1961), deutscher Jurist, Nationalökonom und Hochschullehrer
- Alexander von Weiss (Ingenieur) (1840–1921), deutsch-baltischer Ingenieur, Gutsbesitzer und Politiker
- Alexander Weiß (Gärtner) (1863–nach 1923), deutscher Gärtner und Gartenbaudirektor
- Alexander von Weiss (Elektrotechniker) (1915–1986), deutscher Elektrotechniker und Hochschullehrer
- Alexander Weiss (Schriftsteller) (1924–1987), deutscher Schriftsteller und Dramaturg
- Alexander Weiß (Historiker) (* 1968), deutscher Althistoriker
- Alexander Weiss (Billardspieler), österreichischer Billardspieler
- Alexander Weiß (* 1987), deutscher Eishockeyspieler
- Alfred Weiß, Geburtsname von Alfred Hagen (1879–1963), österreichischer Journalist und Schriftsteller
- Alfred Weiss (Politiker), deutscher Parteifunktionär und Politiker
- Alfred Weiss (Unternehmer) (1890–1974), österreichischer Unternehmer und Mäzen
- Alfred Weiß (Fußballspieler) (* 1933), deutscher Fußballspieler
- Alfred Weiss (Hotelier) (1949–2020), deutscher Hotelier und Veranstalter
- Alfred Weiß (Eishockeyspieler) (* 1964), deutscher Eishockeyspieler
- Allan Weiss (Drehbuchautor) (1927–2017), amerikanischer Drehbuchautor
- Allan Weiss (Ökonom) (* 1959), amerikanischer Ökonom
- Alois Weiß (1906–1969), deutscher Scharfrichter
- Alois Weiß von Starkenfels (1847–1895), österreichischer Gutsbesitzer, Heraldiker und Genealoge
- Alma Weiss (1907–2001), deutsch-amerikanische Pianistin und Opfer der nationalsozialistischen Judenverfolgung
- Anders Weiss (* 1992), US-amerikanischer Ruderer
- Andi Weiss (* 1977), deutscher Liedermacher und Autor
- André Weiss (Jurist) (1858–1928), französischer Jurist und Richter
- André Weiß (Fußballspieler) (* 1983), deutscher Fußballspieler
- Andrea Weiss (* 1956), US-amerikanische Dokumentarfilmerin, Autorin und Kulturhistorikerin
- Andrea Weiß, Ehename von Andrea Thomas (Leichtathletin, 1963) (* 1963), deutsche Leichtathletin
- Andrea Jochner-Weiß (* 1961), deutsche Politikerin (CSU)
- Andreas Weiß (Orgelbauer, 1596) (1596–1670), deutscher Orgelbauer
- Andreas Weiss (Rechtswissenschafter) (1713–1792), Schweizer Rechtswissenschafter
- Andreas Weiß (Orgelbauer, 1722) (1722–1807), deutscher Orgelbauer
- Andreas von Weiss (Linguist, 1910) (1910–1994), baltisch-deutscher Germanist und Sprachwissenschaftler
- Andreas Weiß (Fußballspieler) (* 1941), österreichischer Fußballspieler
- Andreas Weiss (Linguist, 1946) (* 1946), österreichischer Germanist und Sprachwissenschaftler
- Andreas Weiss (Dirigent) (* 1952), deutscher Dirigent
- Andreas Weiß (Jurist) (* 1954), deutscher Kirchenrechtler
- Andreas Weiß (Filmemacher) (* 1968), deutscher Filmemacher
- Andreas G. Weiß (* 1986), österreichischer römisch-katholischer Theologe, Philosoph und Erwachsenenbildner
- Andreas Michael Weiss (* 1965), österreichischer Moraltheologe und Hochschullehrer
- Andrew Weiss (* 1947), US-amerikanischer Wirtschaftswissenschaftler
- Angelo Weiss (* 1969), italienischer Skirennläufer
- Anita Weiß (* 1955), deutsche Leichtathletin
- Anna Weiß (* 1998), deutsche Fußballspielerin
- Anne Weiss (eigentlich Ann-Kathrin Schwarz; * 1974), deutsche Lektorin und Autorin
- Anneliese Weiß, Geburtsname von Anneliese Sälzler (1927–2017), deutsche Sozialhygienikerin
- Annette Weiß (* 1968), deutsche Fußballspielerin und Leichtathletin
- Anton Weiß (Maler, 1729) (1729–1784), deutscher Maler und Bildhauer
- Anton Weiss (Komponist) (1777–1822), österreichischer Komponist
- Anton Weiß (Politiker), deutscher Politiker, MdL Bayern
- Anton Weiß (Maler, 1801) (1801–1851), deutscher Maler
- Anton Weiss (Geiger) (1875–1940), österreichischer Musiker
- Anton Weiss-Bollandt (1909–1985), deutscher SS-Obersturmbannführer
- Anton Weiss-Wendt (* 1973), estnischer Historiker
- Armin Weiß (1927–2010), deutscher Chemiker
- Arnim Teutoburg-Weiß (* 1974), deutscher Musiker
- Arnold Weiss (Mediziner) (1909–1991), deutscher Internist und Hochschullehrer
- Arnold Weiss (Romanist) (1916–2017), US-amerikanischer Romanist und Hochschullehrer
- Arnold Weiss (Jurist) (1924–2010), deutscher Jurist und Geheimdienstmitarbeiter
- Arnold Weiss-Rüthel (1900–1949), deutscher Autor und Publizist
- Arnold-Peter Weiss, US-amerikanischer Handchirurg
- Arthur Weiss (Drehbuchautor) (1912–1980), US-amerikanischer Drehbuchautor und Fernsehproduzent
- Arthur Weiss (Mediziner) (* 1953), US-amerikanischer Immunologe
- August Weiß (Politiker) (1832–1927), deutscher Politiker (DP), MdR
- August Weiss (Bibliothekar) (1856–1906), österreichischer Bibliothekar
- August Weiß (Komponist) (1861–1941), deutscher Komponist
- Axel Weiß (* 1958), deutscher Grafikdesigner, Illustrator und Kunstpädagoge

### B
- Barbara Weiss (1960–2016), deutsche Galeristin
- Bardo Weiß (1934–2018), deutscher Theologe
- Bari Weiss (* 1984), US-amerikanische Journalistin und Autorin
- Bartholomäus Ignaz Weiß (1730–1814), deutscher Maler
- Béat de Weiss (1804–1844), auch Beat von Weiss, Schweizer Politiker, Staatsrat Waadt, Tagsatzungsgesandter
- Beate Honsell-Weiss (* 1952), deutsche bildende Künstlerin
- Beatrice Weiß (* 1998), österreichische Triathletin
- Benjamin Weiss (* 1941), israelischer Mathematiker
- Bernd Weiß (Wirtschaftswissenschaftler), deutscher Wirtschaftswissenschaftler und Hochschullehrer
- Bernd Weiß (Politiker) (* 1968), deutscher Politiker (CSU)
- Bernd Weiß (Soziologe) (* 1974), deutscher Soziologe
- Bernhard Weiss (Theologe) (1827–1918), deutscher Theologe
- Bernhard Weiß (Jurist) (1880–1951), deutscher Jurist
- Bernhard Weiss (Unternehmer) (1904–1973), deutscher Unternehmer
- Bernhard Weiss (Fußballspieler) (* 1959), deutscher Fußballtrainer
- Bernhard Weiß (Musiker) (* 1964), deutscher Musiker
- Bettina Weiß (* 1966), deutsche Schauspielerin und Synchronsprecherin
- Betty Weiss (1959–2009), französische Sportfunktionärin
- Bianca Weiß (* 1968), deutsche Hockeyspielerin
- Birte Weiss (* 1941), dänische Journalistin und Politikerin
- Birte Weiß (* 1971), deutsche Fußballspielerin
- Bradley Weiss (* 1989), südafrikanischer Triathlet
- Branco Weiss (1929–2010), Schweizer Unternehmer und Mäzen
- Brant Weiss (* 1995), US-amerikanischer American-Football-Spieler
- Brigitta Weiss (1949–2013), deutsche Schriftstellerin
- Burghard Weiß (* 1954), deutscher Wissenschaftshistoriker und Hochschullehrer
- Burkhardt Weiß (* 1980), deutscher Fernsehmoderator und Journalist

### C
- Carina Weiß (* 1953), deutsche Klassische Archäologin
- Carl Weiß (Politiker) (1786–1863), deutscher Gutsbesitzer und Abgeordneter
- Carl Weiß (Schauspieler, um 1820) (um 1820–1912), deutscher Schauspieler, Tänzer und Regisseur
- Carl Weiß (Schauspieler, 1850) (1850–1911), deutscher Schauspieler und Theaterdirektor
- Carl Weiss (Maler) (1860–1931), österreichischer Maler
- Carl Weiß (Soziologe) (1892–1974), deutscher Soziologe und Sozialpädagoge
- Carl Weiss (Mediziner) (1906–1935), US-amerikanischer Arzt und Mörder von Huey Long
- Carl Weiss (Journalist) (1925–2018), deutscher Journalist
- Carl Eduard Weiss (1805–1851), deutscher Jurist und Hochschullehrer, siehe Karl Eduard Weiss
- Carl Friedrich Weiss (1901–1981), deutscher Physiker
- Carl Günther Weiss (1915–2000), dänischer Hockeyspieler
- Carl Jakob Christian Weiß (1809–1889), deutscher Industrieller und Önologe
- Carmen Weiß (* 1968), deutsche Fußballspielerin
- Carola Weiß (* 1975), deutsche Squashspielerin
- Catharina Weiß (* 2000), deutsche Rollstuhlbasketballspielerin
- Čeněk Weiss (1875–1938), tschechoslowakischer Generalmajor
- Charles Weiss (Historiker, 1779) (1779–1866), französischer Historiker und Bibliothekar
- Charles Weiss (Historiker, 1812) (1812–1864), französischer Historiker
- Charles Weiss (Regisseur), US-amerikanischer Filmregisseur und -produzent
- Charlotte Weiss (1870–1961), Schweizer Malerin
- Charly Weiss (eigentlich Hans Günther Weiss; 1939–2009), deutscher Schlagzeuger, Schauspieler und Performancekünstler
- Chela Weiss (1947–2004), französischer Jazzmusiker
- Christian Weiss (Philosoph) (1774–1853), deutscher Philosoph und Pädagoge
- Christian Weiß (Instrumentenbauer), deutscher Instrumentenbauer
- Christian Weiß (Politiker, 1882) (1882–1930), deutscher Politiker, Oberbürgermeister von Ludwigshafen
- Christian Weiß (Politiker, II), deutscher Politiker, siehe Reichsbanner Schwarz-Rot-Gold #Reichsbanner heute
- Christian Weiß (Schachspieler) (* 1973), österreichischer Schachspieler
- Christian Weiss (Numismatiker) (* 1975), Schweizer Numismatiker und Hochschullehrer
- Christian Weiss (Tennisspieler) (* 1979), deutscher Tennisspieler
- Christian Weiss (Bogenschütze) (* 1988), deutscher Bogenschütze
- Christian Ernst Weiss (auch Christian Ernst Weiß; 1833–1890), deutscher Geologe und Mineraloge
- Christian H. Weiß (* 1977), deutscher Mathematiker und Hochschullehrer
- Christian Samuel Weiss (1780–1856), deutscher Mineraloge
- Christina Weiss (* 1953), deutsche Journalistin und Politikerin
- Christoph Weiß (Schriftsteller) (1813–1883), deutscher Kunstdrechsler und Schriftsteller
- Christoph Weiss (Mediziner) (1926–2022), deutscher Physiologe und Hochschullehrer
- Christoph Weiss (Politiker) (* 1965), deutscher Unternehmer und Politiker (CDU)
- Christoph Weiss (Priester) (* 1984), österreichischer Priester
- Chuck E. Weiss (* 1952), US-amerikanischer Songwriter
- Claire Weiss-Herczeg (1906–1997), ungarische Bildhauerin, siehe Klára Herczeg
- Claudia Weiss (Historikerin) (* 1967), deutsche Schriftstellerin und Historikerin
- Claudia Weiss (Politikerin) (* 1975), deutsche Politikerin (AfD)
- Claus-Erich Weiß (* 1933), deutscher Jurist und Politiker (SPD)
- Clemens Weiss (* 1955), deutscher Künstler
- Constantin von Weiß (1877–1959), deutschbaltischer Offizier
- Cornelius Weiss (1933–2020), deutscher Chemiker und Politiker (SPD)

### D
- D. B. Weiss (Daniel Brett Weiss; * 1971), US-amerikanischer Schriftsteller und Drehbuchautor
- Dagmar Weiss (* 1978), deutsche Künstlerin
- Dan Weiss (* 1977), US-amerikanischer Musiker und Komponist
- Daniel Weiss (Slawist) (* 1949), Schweizer Slawist und Linguist
- Daniel Weiss (Eiskunstläufer) (* 1968), deutscher Eiskunstläufer
- Daniel Weiß (* 1990), deutscher Eishockeyspieler
- Daniella Weiss (* 1945), israelische Aktivistin der Siedlerbewegung
- Danino Weiss (* 1993), deutscher Jazzmusiker
- David Weiß (Kupferstecher) (1775–1846), österreichischer Kupferstecher
- David Weiss (Schriftsteller) (1909–2002), US-amerikanischer Schriftsteller
- David Weiss (Pilot) (1929–2009), US-amerikanischer Pilot
- David Weiss (1946–2012), Schweizer Multimedia-Künstler, siehe Peter Fischli und David Weiss
- David Weiss (Oboist) (1947–2014), US-amerikanischer Oboist
- David Weiss (* 1952), US-amerikanischer Musiker und Produzent, siehe David Was
- David Weiss (Trompeter) (* 1964), US-amerikanischer Trompeter, Komponist und Arrangeur
- David Weiss (Jazzmusiker) (* 1992), deutscher Jazz-Akkordeonist
- David Weiss Halivni (1927–2022), US-amerikanisch-israelischer Rabbi und Hochschullehrer
- David C. Weiss (* 1956), US-amerikanischer Jurist und Staatsanwalt
- David G. L. Weiss (* 1978), österreichischer Schriftsteller
- David N. Weiss (* um 1960), US-amerikanischer Drehbuchautor und Produzent
- David S. Weiss, US-amerikanischer Physiker.
- Dieter Weiss (Musiker) (1922–2009), deutscher Kirchenmusiker und Dirigent
- Dieter Weiß (Wirtschaftswissenschaftler) (1935–2016), deutscher Wirtschaftswissenschaftler
- Dieter Weiß (Fußballspieler) (* 1942), deutscher Fußballspieler
- Dieter G. Weiss (* 1945), deutscher Physiologe
- Dieter J. Weiß (* 1959), deutscher Historiker
- Dietrich Weiß, deutscher Archivar
- Dirk Weiß, deutscher Sänger
- Dominik Weiß (* 1989), deutscher Handballspieler
- Doug Weiss (Musiker) (* 1965), US-amerikanischer Jazzmusiker
- Doug Weiss (Eishockeyspieler) (Douglass Weiss; * 1965), US-amerikanischer Eishockeyspieler

### E
- Ebbe Weiss-Weingart (1923–2019), deutsche Goldschmiedin und Schmuckdesignerin
- Eberhard Weiß (1949–2006), deutscher Fernsehmoderator
- Edith Weiß, Geburtsname von Edith Wahner (* 1928), deutsche Widerstandskämpferin und Lehrerin
- Edith Weiss (Rennfahrerin), deutsche Automobilrennfahrerin
- Edith Brown Weiss (* 1942), US-amerikanische Juristin
- Edith Weiss-Mann (1885–1951), deutsche Cembalistin, Klavierpädagogin und Musikkritikerin
- Edmund Weiss (1837–1917), österreichischer Astronom
- Edoardo Weiss (1889–1970), italienischer Psychoanalytiker
- Eduard Weiß (1870–1950), deutscher Politiker
- Egbert Weiß (1931–2022), deutscher Jurist, Richter und Studentenhistoriker
- Egon Weiß (1880–1953), österreichischer Rechtswissenschaftler
- Ehrich Weiss, bekannt als Harry Houdini (1874–1926), ungarisch-amerikanischer Zauberkünstler
- Eisik Hirsch Weiss (1815–1905), österreichischer Gelehrter und Talmudforscher
- Ella Weiß (1910–1995), deutsche Politikerin
- Elly Senger-Weiss, österreichische Filmproduzentin und Regisseurin
- Elvira Drobinski-Weiß (* 1951), deutsche Politikerin (SPD)
- Emanuel Weiss (Botaniker) (1837–1870), österreichischer Arzt und Botaniker
- Emanuel Weiss (1906–1944), US-amerikanischer Mobster
- Emil Weiss (Glasmaler), deutscher Glasmaler
- Emil Weiß (Baumeister) († 1913), deutscher Baumeister
- Emil Weiß (Politiker), österreichischer Politiker (CSP)
- Emil Weiss (Illustrator) (1896–1965), österreichischer Illustrator und Karikaturist
- Emil Weiß (Skilangläufer), deutscher Skilangläufer
- Emil Weiss (Regisseur) (* 1947), deutscher Filmregisseur, Drehbuchautor und Produzent
- Emil Rudolf Weiß (E. R. Weiß; 1875–1942), deutscher Buchkünstler, Maler und Dichter
- Emma Weiß (Politikerin) (1903–1988), deutsche Politikerin (SED)
- Emma Weiß (Freestyle-Skierin) (* 2000), deutsche Freestyle-Skierin
- Erhard Weiß (1914–1957), deutscher Wasserspringer
- Erich Weiss (Puppenbauer) (1912–1984), Schweizer Puppenbauer und Bühnenbildner
- Erich Weiß (Heimatforscher) (1930–2009), deutscher Lehrer und Heimatforscher
- Erich Weiß (Ingenieur) (1939–2020), deutscher Ingenieur, Geodät und Hochschullehrer
- Erich Weiss (Journalist) (* 1947), österreichischer Sportjournalist
- Ernest Weiss (1926–1985), kanadischer Segler
- Ernst Weiß (Sänger) (auch Ernst Weis; 1828–1871), deutscher Opernsänger (Bariton, Tenor), Schauspieler und Theaterregisseur
- Ernst Weiß (Schriftsteller) (1882–1940), österreichischer Schriftsteller, Übersetzer und Arzt
- Ernst Weiß (Politiker, I), deutscher Politiker (DDP), MdL Sachsen
- Ernst Weiss (Medailleur) (1898–1974), deutscher Medailleur
- Ernst Weiss (Fabrikant) (1902–nach 1970), deutscher Fabrikant
- Ernst Weiß (Politiker, 1911) (1911–1998), deutscher Politiker (SPD)
- Ernst Weiss (Boxer) (1912–1997), österreichischer Boxer
- Ernst Weiß (Maler) (1920–2009), deutscher Maler
- Ernst August Weiß (1900–1942), deutscher Mathematiker
- Erwin Weiß (Maler) (1899–1979), deutscher Maler
- Erwin Weiss (Komponist) (1912–2004), österreichischer Komponist
- Erwin Weiss (Chemiker) (1926–2019), deutscher Chemiker
- Erwin Weiss (Staatsrat) (1930–2017), deutscher Staatsrat in Bremen
- Erwin Weiss (Sänger) (1934–2008), deutscher Sänger
- Eugen Weiß (Maler) (1916–1997), deutscher Maler
- Eugen Weiss (Tiermediziner) (auch Eugen Weiß; 1930–2023), deutscher Veterinärmediziner und Hochschullehrer
- Eugen Skasa-Weiß (1905–1977), deutscher Schriftsteller und Journalist
- Eugen Robert Weiss (1863–1933), deutscher Sänger und Hochschullehrer
- Eugen Robert Weiss (1877–1944), ungarischer Rechtsanwalt, Journalist und Theaterunternehmer, siehe Eugen Robert
- Ev-Katrin Weiß (* 1962), deutsche Schauspielerin
- Evelyn Weiss (1938–2007), deutsche Kunsthistorikerin

### F
- Fabian Weiß (* 1992), deutscher Fußballspieler
- Fabian Weiss (* 2002), Schweizer Radsportler
- Ferdinand Weiß (Archivar) (1754–1822), deutscher Priester, Archivar und Politiker
- Ferdinand Weiß (Maler) (Ferdinand Friedrich Wilhelm Weiß; 1814–1878), deutscher Maler, Stahlstecher und Illustrator
- Ferdinand Weiss (Komponist) (1933–2022), österreichischer Komponist, Dirigent und Musikpädagoge
- Fidelis Weiß (1882–1923), deutsche Franziskanerin und Mystikerin
- Florence Weiss (* 1945), Schweizer Ethnologin und Fotografin
- Florian Weiss (Journalist) (* 1976), deutscher Journalist und Moderator
- Florian Weiß (Illustrator) (* 1977), deutscher Illustrator
- Florian Weiss (Fußballspieler) (* 1989), österreichischer Fußballspieler
- Florian Weiss (Musiker) (* 1991), Schweizer Jazzmusiker
- Francis Weiss (1893–1982), britischer Rauchwarenhändler und Autor
- Frank-Peter Weiß (* 1951), deutscher Physiker
- Franz Weiß (Musiker) (Franz Weiss; 1778–1830), österreichischer Bratschist und Komponist
- Franz von Weiß (Generalmajor) (1791–1858), österreichischer Generalmajor
- Franz Weiß (Jurist) (1808–1895), österreichischer Jurist, Kriminologe und Hochschullehrer
- Franz Weiß (Apotheker) (1868–1946), deutscher Apotheker
- Franz Weiss (Pfarrer, 1877) (1877–1934), Schweizer Geistlicher
- Franz Weiß (Politiker, 1887) (1887–1974), deutscher Agrarwissenschaftler und Politiker (CDU)
- Franz Weiß (Pfarrer) (1892–1985), deutscher Pfarrer und Widerstandskämpfer
- Franz Weiß (Politiker, 1900) (1900–1979), deutscher Politiker (Bayernpartei, CSU)
- Franz Weiß (Maler, 1903) (1903–1981), deutscher Maler
- Franz Weiß (Fabrikant) (1912–1951), österreichischer Ingenieur und Unternehmensgründer
- Franz Weiss (Politiker, 1920) (1920–2024), österreichischer Politiker, Bürgermeister von Steyr
- Franz Weiss (1921–2014), österreichischer Maler und Bildhauer
- Franz Weiß (Fußballspieler) (* 1944), deutscher Fußballspieler
- Franz Weiß (Maler, 1952) (* 1952), österreichischer Maler und Kunsterzieher
- Franz Anton Weiß (1729–1784), deutscher Maler
- Franz Josef Weiss (1848–1904), Schweizer Ingenieur und Fachautor
- Franz Joseph Weiß (1755–1807), deutscher Orgelbauer, siehe Andreas Weiß (Orgelbauer, 1722) #Franz Joseph Weiß (I.)
- Franz Rudolf von Weiss (1751–1818), Schweizer Politiker, Schriftsteller und Offizier, siehe François Rodolphe de Weiss
- Franz-Rudolf von Weiss (1885–1960), Schweizer Diplomat
- Franz Xaver Weiss (1885–1956), österreichischer Wirtschaftswissenschaftler
- Franziska Weiss (* 1980), österreichische Schauspielerin, siehe Franziska Weisz
- Frauke Weiß (* 1946), deutsche Politikerin (CDU)
- Fredda Weiss (* 1941), US-amerikanische Filmproduzentin
- Frieda Weiß (1907–1984), deutsche Politikerin (SED)
- Frieder Weiss (* 1960), deutscher Ingenieur, Projektionsdesigner und Hochschullehrer
- Friedl Weiss (* 1946), österreichischer Rechtswissenschafter
- Friedrich Weiß (Maler, 1794) (1794–??), deutscher Maler
- Friedrich Weiss (1814–1878), deutscher Maler, Stahlstecher und Illustrator, siehe Ferdinand Weiß (Maler)
- Friedrich Weiß (Geograph) (1821–1868), deutscher Geograph
- Friedrich Weiß (Pilot), deutscher Pilot
- Friedrich Weiss (Rabbiner) (1881–nach 1951), österreichisch-tschechischer Rabbiner und Lehrer
- Friedrich Weiß (Autor) (1885–nach 1934), österreichischer Sachbuchautor
- Friedrich Weiß, eigentlicher Name von Friedrich Fehér (1889–1950), österreichischer Schauspieler und Filmregisseur
- Friedrich Weiß (Vereinsfunktionär) (1894–1963), deutscher Jurist und Vereinsfunktionär
- Friedrich Weiss, eigentlicher Name von Fritz Wöss (1920–2004), österreichischer Schriftsteller
- Friedrich Weiß (Maler, 1930) (* 1930), deutscher Maler
- Friedrich Anton Weiß (1840–1916), deutscher Dessinateur
- Friedrich Wilhelm Weiss (auch F. W. Weiß; 1744–1826), deutscher Arzt, Botaniker und Musikschriftsteller
- Fritz Weiss (1822–1893), deutscher Sänger (Bass) und Philologe, siehe Georg Fritz Weiß
- Fritz Weiss (Unternehmer) (1894–1975), deutscher Unternehmer
- Fritz Weiß (Regisseur) (1904–?), österreichischer Filmregisseur und Schauspieler
- Fritz Weiss (Musiker) (1919–1944), tschechischer Jazzmusiker
- Fritz Weiß (Maler) (1927–2014), deutscher Maler und Musiker
- Fritz Max Weiss (1877–1955), deutscher Diplomat und Orientalist

### G
- G. Weiß, deutscher Politiker
- Gabi Troeger-Weiß (* 1958), deutsche Raumplanerin und Hochschullehrerin
- Gabriel Weiß (1866–1931), österreichischer Pfarrer und Politiker
- Gaia Weiss (* 1991), französische Schauspielerin
- Gallo Weiss (* 1963), französischer Jazzmusiker
- Gaspare Weiß (1772–1852), italienischstämmiger Kunsthändler und Verleger
- Gebhardt Weiss (* 1946), deutscher Diplomat
- Georg Weiss (Verleger) (1833–1904), deutscher Verleger und Buchhändler
- Georg Weiß (Pädagoge) (1885–1951), deutscher Pädagoge
- Georg Weiß (SS-Mitglied), deutscher SS-Sturmbannführer
- Georg Weiss (Rennfahrer) (* 1959), deutscher Automobilrennfahrer
- Georg Weiß (Mathematiker) (* 1968), deutscher Mathematiker und Hochschullehrer
- Georg Weiss (Diplomat), österreichischer Diplomat
- Georg Weiss (Kameramann) (* 1986), österreichischer Kameramann
- Georg Bernhard Weiß (1798–1873), deutscher Pfarrer und Pädagoge
- Georg Fritz Weiß (1822–1893), deutscher Sänger, Übersetzer und Schauspieler
- Georg Philipp Weiß (1741–1822), deutscher Bäcker und Getreidehändler
- George David Weiss (1921–2010), US-amerikanischer Songwriter und Komponist
- George Henry Weiss (Pseudonym Francis Flagg; 1898–1946), US-amerikanischer Schriftsteller und Lyriker
- George Martin Weiss (1894–1972), US-amerikanischer Baseballfunktionär
- Georges Weiss (1926–1993), Schweizer Schauspieler
- Gerald Weiß (Politiker) (1945–2022), deutscher Politiker (CDU)
- Gerald Weiß (Leichtathlet) (1960–2018), deutscher Leichtathlet
- Gerd Weiß (* 1949), deutscher Denkmalpfleger
- Gerhard Weiss (1919–1986), deutscher Politiker (SED)
- Gerhard Weiß (Fußballspieler, 1925) (* 1925), deutscher Fußballspieler
- Gerhard Weiß (Unternehmer) (* 1939), österreichischer Unternehmer, siehe Weiß Handels GmbH
- Gerhard Weiß (Fußballspieler, 1941) (* 1941), deutscher Fußballtorwart
- Gerlinde Weiss (* 1939), österreichische Germanistin
- Giovanni Weiss (* 1980), deutscher Jazzgitarrist
- Gisela Weiss (Astronomin) (1891–1975), österreichische Astronomin
- Gisela Weiß (Schwimmerin) (* 1943), deutsche Schwimmerin
- Godela Weiss-Sussex (* 1962), deutsche Germanistin, Hochschullehrerin und Sachbuchautorin
- Gottfried Weiss (Theologe) (1659–1697), deutscher Theologe und Hochschullehrer
- Gottfried Weiss (Maler) (1804–?), Schweizer Maler und Kupferstecher
- Gottfried Weiss (Komponist) (1820–1897), deutscher Gesangslehrer und Komponist
- Gottfried Weiss (Jurist) (1892–1956), Schweizer Rechtswissenschaftler
- Gottfried Weiss (Meteorologe) (1926–2000), Meteorologe
- Gottlieb Weiss (* 1987), deutscher Boxer
- Gottlob Weiss (1886–1946), argentinischer Fußballspieler
- Greg Weiss (* 1941), US-amerikanischer Turner
- Gregor Weiß (* 1981), deutscher Wirtschaftswissenschaftler und Mathematiker
- Guido Weiss (Journalist) (1822–1899), deutscher Publizist
- Guido Weiss (Mathematiker) (1928–2021), US-amerikanischer Mathematiker
- Guido Weiß (* 1971), deutscher DJ, Mitglied der Beginner
- Gunilla Palmstierna-Weiss (1928–2022), schwedische Bildhauerin, Keramikerin und Bühnenbildnerin
- Gunnar Weiß (* 1956), deutscher Fußballspieler
- Gunter Weiß (* 1946), österreichischer Mathematiker
- Günter Weiß (Byzantinist) (auch Günter Weiss; * 1937), deutscher Historiker und Byzantinist
- Günter Weiß (Vereinsfunktionär), deutscher Vereinsfunktionär
- Günter Weiß (Maler) (1940–2014), deutscher Maler und Grafiker
- Günter Weiß (Mediziner, 1955) (* 1955), deutscher Chirurg
- Günter Weiss (Musiker) (* 1962), Schweizer Musiker, Komponist und Musikpädagoge
- Günter Weiss (Mediziner, 1965) (* 1965), österreichischer Internist, Infektiologe, Immunologe und Hochschullehrer
- Günther Weiß (Musikwissenschaftler) (1933–2007), deutscher Musikwissenschaftler, Dirigent und Hochschullehrer
- Günther Weiss (Radsportler) (* 1935), deutscher Radsportler
- Günther Weiss (Komponist), deutscher Komponist
- Günther Weiß (Fußballspieler) (* 1955), deutscher Fußballspieler
- Günther Weiss (Geograph), deutscher Geograph und Didaktiker
- Günther Weiß-Margis (1920–1986), deutscher Verleger und Buchhändler
- Gustav Weiss (Kameramann) (1886–1961), deutscher Kameramann
- Gustav Weiss (Künstler) (1886–1973), Schweizer Maler und Graphiker
- Gustav Weiss (Politiker) (1901–1959), deutscher Jurist und Politiker (DB), MdBB
- Gustav Weiß (Keramiker) (1922–2023), deutscher Künstler, Keramiker und Fachpublizist

### H
- Hanna Weiss-Schneeweiss, polnische Botanikerin, Zellbiologin und Hochschullehrerin
- Hannah Weiss (* 1992), deutsche Jazzmusikerin
- Hanns Weiss (* 1940), deutscher Biochemiker und Hochschullehrer
- Hans Weiss (Komponist) (1889–1957), deutscher Komponist
- Hans Weiss (Architekt, 1894) (1894–1973), Schweizer Architekt
- Hans Weiss (Journalist) (1909–1989), deutscher Journalist, Buchhändler und Antiquar, Emigration 1933
- Hans Weiss (Radsportler) (1910–1985), deutscher Radsportler
- Hans Weiss (Geologe) (1910–2000), Schweizer Geologe
- Hans Weiß (Journalist) (1912–1992), deutscher Journalist und Politiker (KPD, SED)
- Hans Weiß (Maler, 1914) (1914–1984), deutscher Grafiker und Maler
- Hans Weiß (Politiker, 1919) (1919–2008), deutscher Politiker (CSU), Oberbürgermeister von Bad Kissingen
- Hans Weiß (Maler, 1922) (1922–2000), deutscher Maler
- Hans Weiss (Architekt, 1928) (1928–2013), Schweizer Architekt
- Hans Weiß (Politiker, 1940) (1940–2009), deutscher Politiker (SPD), Bürgermeister von Roth
- Hans Weiß (Pädagoge) (* um 1947), deutscher Sonderpädagoge und Hochschullehrer
- Hans Weiss (Schriftsteller) (* 1950), österreichischer Autor und Journalist
- Hans Weiß-Steinberg (1927–2003), deutscher Dirigent und Komponist
- Hans-Dieter Weiss (* 1949), österreichischer Fußballspieler
- Hans-Friedrich Weiß (1929–2016), deutscher Theologe und Hochschullehrer
- Hans-Georg Weiss (1921–2014), deutscher Architekt und Maler
- Hans Georg Weiss (1927–2008), deutscher Unternehmer und Politiker (CDU)
- Hansgerhard Weiss (1902–1982), deutscher Schriftsteller
- Hans Günther Weiss, eigentlicher Name von Charly Weiss (1939–2009), deutscher Musiker
- Hans-Joachim Weiß (1925–1980), deutscher Zeichner und Maler
- Hans-Jörg Weiß (* 1966), deutscher Wirtschaftswissenschaftler und Hochschullehrer
- Hans-Jürgen Weiss (* 1944), deutscher Kommunikationswissenschaftler
- Hans-Martin Weiss (* 1957), deutscher Theologe
- Häns’che Weiss (1951–2016), deutscher Jazzmusiker und Komponist
- Harald Weiss (Komponist) (* 1949), deutscher Komponist und Regisseur
- Harald Weiss (Politiker) (* 1954), österreichischer Politiker (SPÖ)
- Harald Weiß (1955–2013), deutscher Journalist
- Harald Weiss-Bollandt (1940–2010), deutscher Verwaltungsjurist und Polizeipräsident
- Harry Bischoff Weiss (1883–1972), US-amerikanischer Entomologe
- Hartmut Weiß (* 1942), deutscher Fußballspieler
- Harvey Weiss (* 1945), US-amerikanischer Archäologe, Anthropologe und Hochschullehrer
- Hedwig Weiß (Malerin) (Hedwig Weiss; 1860–1923), deutsche Malerin
- Hedwig Weiss (Schriftstellerin) (1889–1975), deutsche Schriftstellerin
- Heidi Senger-Weiss (1941–2023), österreichische Unternehmerin
- Heidi Stengelhofen-Weiß (* 1966), deutsche Juristin und Richterin
- Heinrich Weiß (Räuber) (1715–1787), deutscher Räuberhauptmann
- Heinrich Weiss (Politiker, 1789) (1789–1848), Schweizer Politiker
- Heinrich Weiß (Widerstandskämpfer) (1887–1963), deutscher Widerstandskämpfer
- Heinrich Weiss (Politiker, 1893) (1893–1966), deutscher Gewerkschafter, Politiker (SPD) und Unternehmer
- Heinrich Weiß (Steinmetz) (1907–1993), deutscher Steinmetz
- Heinrich Weiss (Sammler) (1920–2020), Schweizer Sammler, Unternehmer und Mäzen
- Heinrich Weiss (Unternehmer) (* 1942), deutscher Unternehmer und Manager
- Heinrich Gottlieb Weiß (1814–1867), deutscher Gutsbesitzer und Politiker
- Heinz Weiss (1921–2010), deutscher Schauspieler
- Heinz Weiß (* 1955), deutscher Mediziner und Psychoanalytiker
- Heinz Kuhn-Weiss (Heinrich Kuhn-Weiss) (* 1948), deutscher Automobilrennfahrer
- Hela Felenbaum-Weiss (1924–1988), polnische Widerstandskämpferin
- Helene Weiss (1898–1951), deutsche Philosophin
- Helfried Weiß (1911–2007), ungarisch-deutscher Maler, Zeichner und Kunsttheoretiker
- Hellmuth Weiss (1900–1992), deutsch-estnischer Kulturfunktionär und Politiker (NSDAP)
- Helmut Weiss (Schauspieler) (1907–1969), deutscher Schauspieler, Drehbuchautor und Regisseur
- Helmut Weiss (Bildhauer) (1909–1962), deutscher Bildhauer
- Helmut Weiß (Helmut Weiss-Wendt; 1913–2000), deutscher Schriftsteller
- Helmut Weiss (Musiker) (* 1937), österreichischer Bratschist
- Helmut Weiß (Politiker) (* 1957), deutscher Politiker (CSU)
- Helmut Weiß (Chemiker) (* 1958), deutscher Chemiker und Hochschullehrer
- Helmut Weiß (Germanist) (* 1961), deutscher Germanist und Hochschullehrer
- Helmuth Weiss (Politiker) (* 1948), österreichischer Politiker (FPÖ)
- Helmuth Weiß (Autor) (* 1953), deutscher Reiseschriftsteller
- Hendrik Weiß (* 1965), deutscher Fußballspieler
- Heraldo Weiss, argentinischer Tennisspieler
- Herbert Weiß (Politiker) (1927–2007), österreichischer Politiker (ÖVP)
- Herbert Weiß (Segelflieger) (1948–2007), deutscher Segelflieger
- Herman Weiss (* 1946), US-amerikanischer Komponist und Dirigent
- Hermann Weiß (Kostümkundler) (1822–1897), deutscher Maler, Kupferstecher und Kostümkundler
- Hermann Weiß (Theologe) (1833–1898), deutscher Theologe
- Hermann Weiss (Fotograf) (1909–??), deutscher Fotograf
- Hermann Weiß (Eishockeyspieler) (1909–1979), österreichischer Eishockeyspieler
- Hermann Weiß (Geigenbauer) (1925–2010), deutscher Geigenbauer
- Hermann Weiß (Historiker) (1932–2015), deutscher Historiker
- Hermann Carl Weiss (1776–1828), deutscher Landrat
- Hermann Ernst Weiß (1889–1954), deutscher Schriftsteller
- Hermann F. Weiss (* 1937), deutscher Germanist und Anglist
- Hilda Weiss (1900–1981), deutsch-amerikanische Soziologin und Hochschullehrerin
- Hilmar Weiß (* 1928), deutscher Parteifunktionär (SED)
- Horst Weiß (Fußballspieler) (1917–1967), deutscher Fußballspieler
- Horst Weiß (Verbandsfunktionär) (1926–2005), deutscher Briefmarkengestalter, Manager und Verbandsfunktionär
- Horst Weiß (Pädagoge) (* 1932), deutscher Pädagoge
- Horst Weiß (Maschinenbauer) (* 1937), deutscher Maschinenbauingenieur
- Horst Weiß (Politiker) (1939–2012), deutscher Kommunalpolitiker
- Horst Weiß (Maler) (* 1953), deutscher Maler
- Hugo Weiß (Maler), 1887 (1887–1915), Maler
- Hugo Weiß (Maler), 1925 (1925–2007), Maler
- Hugo Weiß (Architekt) (–1919), Architekt
- Hymie Weiss (1898–1926), polnisch-US-amerikanischer Mafioso

### I
- Ida Weiss (1925–2009), österreichische Autorin
- Ilse Blumenthal-Weiss (1899–1987), deutsche Lyrikerin
- Ilse Käufer-Weiss (* 1945), deutsche Veterinärmedizinerin und Pathologin
- Ingo Weiß (Politiker) (* 1937), deutscher Politiker (CSU)
- Ingo Weiss (Sportfunktionär) (Ingo-Rolf Weiss; * 1963), deutscher Sportfunktionär
- Irene Weiss (* 1930), tschechoslowakische Holocaustüberlebende
- Irving Weiss (1921–2010), US-amerikanischer Regisseur, siehe Joseph W. Sarno
- Israel Weiss (Rabbiner) (1819–nach 1903), böhmisch-österreichischer Rabbiner
- Israel Weiss (Fußballspieler) (1926–1985), israelischer Fußballspieler

### J
- Jakob Weiß (Instrumentenbauer) (1672–1742), österreichischer Instrumentenbauer
- Jakob Weiss (Philologe) (Moses Jakob Weiss; 1883–1942), österreichischer Philologe
- Jan Weiss (1892–1972), tschechischer Schriftsteller
- Jan-Ulrich Weiß (* 1975), deutscher Politiker (AfD)
- Jean Weiss (1890–1978), deutscher Radrennfahrer
- Jeff Weiss (1940–2022), US-amerikanischer Schauspieler und Dramatiker
- Jennifer Weiß (* 1985), deutsche Synchronsprecherin
- Jens Weiß (* 1968), deutscher Sozialwissenschaftler und Hochschullehrer
- Jessica Weiß (* 1986), deutsche Unternehmerin, Moderatorin und Modejournalistin
- Jiří Weiss (1913–2004), tschechischer Filmregisseur und Drehbuchautor
- Joachim Weiß (1931–2017), deutscher Polizeibeamter und Gewerkschafter
- Jochen Weiß (Basketballspieler) (* 1959), deutscher Basketballspieler
- Jochen Weiss (Ernährungswissenschaftler) (* 1969), deutscher Ernährungswissenschaftler und Hochschullehrer
- Johann Weiß (Theologe) (auch Johann Weiße; um 1498–1561), deutscher Theologe
- Johann Weiss (Ethiker) (1620–1683), deutscher Ethiker und Hochschullehrer
- Johann Weiß (Maler) (1738–1776), deutscher Maler
- Johann Weiss (Mediziner), deutscher Mediziner
- Johann Weiss (Politiker) (1796–1849), deutscher Politiker, MdL Bayern
- Johann Weiss (Fußballspieler) (* 1950), österreichischer Fußballspieler
- Johann Adam Weiß (1751–1804), deutscher Schriftsteller und Politiker, Bürgermeister von Speyer
- Johann Baptist Weiß (Geistlicher) (1753–1800), deutscher Ordensgeistlicher, Lehrer und Schriftsteller
- Johann Baptist Weiß (Maler) (1812–1879), deutscher Maler
- Johann Baptist Weiß (Musiker) (1814–1850), österreichischer Lehrer, Organist und Komponist
- Johann Baptist von Weiß (1820–1899), deutscher Historiker
- Johann Christian Weiß (1665–1737), deutscher Kaufmann und Geschäftsgründer
- Johann Christian von Weiß (1779–1850), deutscher Textilunternehmer
- Johann Christoph Weiß (1663–1725), deutscher Theologe
- Johann Heinrich Weiss (1758/1759–1826), deutsch-französischer Kartograf
- Johann Jacob Daniel Weiß (1773–1843), deutsch-britischer Fabrikant
- Johann Michael Weiß (1648–1726), deutscher Theologe
- Johann Michael Weiß (1766–1848), deutscher Orgelbauer, siehe Andreas Weiß (Orgelbauer, 1722) #Johann Michael Weiß
- Johann Nikolaus Weiß (1702–1783), deutscher Mediziner, Chemiker und Hochschullehrer
- Johann Paul Weiss (1665–1736), deutscher Kapellmeister, Komponist und Geistlicher
- Johann Rudolf Weiss (1846–1933), Schweizer Maler
- Johann Sigismund Weiss (nach 1690–1737), deutscher Lautenist und Komponist
- Johannes Weiss (Jurist), deutscher Jurist
- Johannes Weiß (Theologe) (1863–1914), deutscher Theologe
- Johannes Weiß, Pseudonym von Kurt Nachmann (1915–1984), österreichischer Drehbuchautor
- Johannes Weiß (Soziologe) (* 1941), deutscher Soziologe und Hochschullehrer
- Johannes Weiss (Nordischer Kombinierer) (* 1989), österreichischer Nordischer Kombinierer
- Johannes C. Weiss (1953–2006), deutscher Journalist
- John Gustav Weiss (1857–1943), deutscher Politiker und Historiker
- Jojo Weiß (* 1969), deutscher Komiker und Entertainer
- Jos Weiß († 1542), Bürgermeister der Stadt Reutlingen
- José Weiss (1859–1919), französisch-britischer Flugzeugkonstrukteur und Maler
- Josef Weiß (1787–??), österreichischer Fabrikant, Erfinder und Politiker, Reichstagsabgeordneter, siehe Joseph Weiß (Fabrikant)
- Josef Weiss (Mediziner) (1797–1847), österreichischer Mediziner
- Josef Weiß (Politiker) (1862–1934), österreichischer Landwirt und Politiker (CS)
- Josef Weiss (Komponist) (1864–1945), Pianist und Komponist
- Josef Weiss (Zeitzeuge) (auch Jupp Weiss; 1893–1976), deutscher Zeitzeuge des Holocaust
- Josef Weiss (Widerstandskämpfer) (1900–1970), deutscher Widerstandskämpfer
- Josef Weiss (Unternehmer) (1921–2017), deutscher Unternehmensgründer
- Josef Weiß (Fußballspieler) (* 1952), deutscher Fußballspieler
- Josef Weiß-Cemus (* 1956), deutscher Historiker und Heimatforscher
- Joseph Weiß (Maler) (Maler von Balingen; 1487/1488–1565), deutscher Maler
- Joseph Weiß (Fabrikant)  (auch Josef Weiß; 1787–??), österreichischer Fabrikant, Erfinder und Politiker, MdR
- Joseph Weiß (1788–1858), deutscher Orgelbauer, siehe Andreas Weiß (Orgelbauer, 1722) #Joseph Weiß (II.)
- Joseph von Weiß (1805–1887), österreichischer Jurist und Politiker
- Joseph Weiß (General) (1853–1917), österreichischer Generalmajor
- Joseph Weiss (Judaist) (1918–1969), britischer Judaist
- Joseph Weiß (Diplomat) (* 1959), deutscher Diplomat
- Joseph Weiß von Finkenau († 1830), österreichischer Feldmarschalleutnant
- Joseph Andreas Weiß (1814–1887), deutscher Maler
- Joseph Ignaz Weiss (1722–nach 1792), deutscher Maler
- Joseph Joshua Weiss (1905–1972), österreichisch-britischer Chemiker
- Juan Weiss, kubanischer Tennisspieler
- Judy Weiss (* 1972), deutsche Sängerin
- Juliana Margaretha Weiss, deutsche Lautenisten, Schwester von Silvius Leopold Weiss
- Juliane Prade-Weiss (* 1980), deutsche Literaturwissenschaftlerin und Hochschullehrerin
- Julie Weiss (* 1947), US-amerikanische Kostümbildnerin
- Julius Weiss (Komponist) (1814–1898), deutscher Violinist, Komponist und Musikverleger
- Julius Weiss (Musikpädagoge) (1840/1841–nach 1907), deutschamerikanischer Pianist und Musikpädagoge
- Julius Weiss (Journalist) (1860–1893), österreichisch-ungarischer Journalist, Herausgeber und Verleger
- Julius Weiß (Mediziner) (1867–1954), österreichischer Internist und Hochschullehrer
- Julius Weiss (Gewerkschafter) (1880–1939), österreichischer Gewerkschafter
- Julius Weiss, Geburtsname von Jules White (1900–1985), US-amerikanischer Filmproduzent, Regisseur, Drehbuchautor und Schauspieler
- Jürg Weiss (1910–1941), Schweizer Schriftsteller und Bergsteiger
- Jürgen Weiss (* 1947), österreichischer Politiker (ÖVP)

### K
- Karl Weiß (Politiker, 1824) (1824–1893), deutscher Politiker, MdL Bayern
- Karl Weiss (Archivar) (1826–1895), österreichischer Archivar
- Karl Weiß (Schriftsteller) (Pseudonym Karl Schrattenthal; 1846–1938), österreichischer Schriftsteller
- Karl Weiss, eigentlicher Name von Carl Karlweis (1850–1901), österreichischer Schriftsteller
- Karl Weiß (Priester, 1853) (1853–1931), österreichischer Geistlicher, Theologe und Hochschullehrer
- Karl Weiß (Priester, 1854) (1854–1925), deutscher Geistlicher und Politiker (Zentrum), MdL Baden
- Karl Weiß (Priester, 1865) (1865–1939), deutscher Geistlicher und Hochschullehrer
- Karl Weiß (Theaterdirektor) (1867–1944), österreichischer Theaterdirektor, Schriftsteller und Zeitungsgründer
- Karl Weiß (Fotograf) (1876–1956), deutscher Fotograf und Zeichner
- Karl Weiss (Mediziner) (1879–nach 1949), österreichisch-britischer Neurologe und Psychoanalytiker
- Karl Weiß (Pädagoge) (1895–1959), deutscher Pädagoge
- Karl Weiß (Priester, 1913) (1913–1998), deutsch-tschechischer Geistlicher
- Karl Weiß (Entomologe) (1924–2018), deutscher Insektenkundler und Imker
- Karl Weiß (Politiker, 1928) (1928–2014), deutscher Politiker (SPD), MdL Nordrhein-Westfalen
- Karl Weiß (Admiral) (1935–2012), deutscher Konteradmiral
- Karl Weiss-Weigl (1889–1953), Schweizer Fabrikant
- Karl Dieter Weiss (auch Dieter Weiss; * 1955), deutscher Physiker und Hochschullehrer
- Karl Eduard Weiss (auch Carl Eduard Weiss; 1805–1851), deutscher Jurist und Hochschullehrer
- Karl Emil Weiß (1797–1859), deutscher Unternehmer
- Karl Friedrich Weiss (1869–nach 1917), Schweizer Pfarrer und Autor
- Karl Günther Weiss (1917–2001), deutscher Jurist
- Karl-Heinz Weiß (1920–2007), deutscher Schauspieler
- Karl-Josef Weiss (* 1979), österreichischer Beamter, Bezirkshauptmann im Bezirk Hollabrunn
- Karl-Ludwig Weiss (1947–2009), deutscher Automobilrennfahrer
- Karl Theodor Weiß (1872–1945), deutscher Jurist und Papierhistoriker
- Katarzyna Weiss (* 1970), polnische Kanutin
- Katharina Weiss (Fotografin) (1834–1911), Schweizer Fotografin
- Katharina Weiss (Taekwondoin) (* 1990), deutsche Taekwondoin
- Katharina Weiß (Schriftstellerin) (* 1994), deutsche Schriftstellerin
- Kathleen Weiß (* 1984), deutsche Volleyballspielerin
- Kenneth Weiss (* 1963), US-amerikanischer Musiker, Dirigent und Musikpädagoge
- Kerstin Weiss (* 1965), deutsche Sozialpädagogin und Landrätin
- Klaus Weiss (Anglist) (1927–2014), deutscher Anglist und Amerikanist
- Klaus Weiß (Bauingenieur) (1932–2009), deutscher Bauingenieur
- Klaus Weiss (Schlagzeuger) (1942–2008), deutscher Schlagzeuger
- Klaus Weiß (Handballspieler) (1944–2000), deutscher Handballtorwart
- Klaus Weiss (Schauspieler) (1944–2023), deutscher Schauspieler
- Konrad Weiß (Politiker) (1863–1943), deutscher Politiker
- Konrad Weiß (Dichter) (1880–1940), deutscher Dichter
- Konrad Weiss (Mediziner) (1891–1976), österreichischer Radiologe
- Konrad Weiß (Theologe) (1907–1979), deutscher Theologe und Hochschullehrer
- Konrad Weiß (Regisseur) (* 1942), deutscher Regisseur, Politiker und Bürgerrechtler
- Konrad Weiß von Limpurg (1536–1575), deutscher Humanist
- Konrad Rudolf Guido Weiss (1822–1899), deutscher Publizist und Mediziner, siehe Guido Weiss (Journalist)
- Kristina Weiss, früherer Name von Kristina Hartmann (* 1988), deutsche Radiomoderatorin
- Kurt Weiss (Maler) (1895–1966), österreichischer Maler
- Kurt Weiß (Hockeyspieler) (1906–1995), deutscher Feldhockeyspieler und Leichtathlet
- Kurt Weiß (Nachrichtendienstmitarbeiter) (1916–1994), deutscher Nachrichtendienstmitarbeiter
- Kussi Weiss (* 1978), deutscher Jazzmusiker

### L
- Ladislaus Weiss (1946–2020), serbisch-deutscher Maler
- Larry Weiss (Jazzmusiker) (1927–2011), US-amerikanischer Kornettist und Pianist
- Larry Weiss (Songwriter) (* 1941), US-amerikanischer Singer-Songwriter
- Lara Weiss (* 1980), deutsche Ägyptologin und Religionswissenschaftlerin
- Lars Weiss (* 1971), dänischer Politiker
- Lena Weiss (* 1995), deutsche Fußballspielerin
- Leonhard Weiss (Stadtpfleger) (1626–1701), deutscher Politiker, kaiserlicher Rat, Bürgermeister und Stadtpfleger von Augsburg
- Leonhard Weiß (1907–1981), deutscher Fußballspieler
- Leopold Weiß (Schriftsetzer) (1840–1923), österreichischer Schriftsetzer
- Leopold Weiß (Mediziner) (1849–1901), deutscher Augenarzt und Hochschullehrer
- Leopold Weiss, Geburtsname von Muhammad Asad (1900–1992), österreichischer Journalist, Diplomat und islamischer Gelehrter
- Leopold Weiss (Politiker) (1903–1991), österreichischer Landwirt und Politiker (ÖVP)
- Leopold Sylvius Weiss, siehe Silvius Leopold Weiss
- Levin Weiß (1809–1848), deutscher Aufständischer
- Liberat Weiß (1675–1716), deutscher Missionar und Märtyrer
- Lilian Weiß (1905–1942), deutsche Stummfilmschauspielerin
- Linda Weiss (* 1958), australische Politikwissenschaftlerin
- Lisa Weiß (* 1987), deutsche Fußballspielerin
- Lisa-Marie Weiss (* 1997), deutsche Fußballspielerin
- Louise Weiss (1893–1983), französische Politikerin
- Lucien Weiss (1909–1963), französischer Radrennfahrer
- Ludwig Weiss (1881–1938), deutscher Kaufhausunternehmer
- Ludwig Weiß (1902–1994), österreichischer Politiker (ÖVP)
- Ludwig Philipp Weiß (1764–1824), deutscher Posthalter
- Ludwig Xaver Weiß (1900–1990), deutscher Postbeamter
- Luigi Weiss (* 1951), italienischer Biathlet und Skibergsteiger
- Luis Weiß (* 1989), deutscher Jazz- und Kirchenmusiker
- Luise Weiß, deutsche Fußballspielerin
- Lulu Weiss (* 1959), deutscher Gitarrist
- Lydia Weiss (* 1939), österreichische Tänzerin, Schauspielerin und Sängerin
- Lysander Weiß (* 1988), deutscher Autor und Unternehmer

### M
- Magdalene Weiß (* 1956), deutsche Hebamme
- Magdalene Weiss (* 1964), deutsche Architektin
- Maike Weiss (* 1984), deutsche Handballspielerin
- Manfréd Weiss (1857–1922), ungarischer Industrieller
- Manfred Weiss (Komponist) (1935–2023), deutscher Komponist
- Manfred Weiss (Jurist) (* 1940), deutscher Jurist und Hochschullehrer
- Manfred Weiß (Bildungsforscher) (1942–2019), deutscher Bildungsforscher und Wirtschaftswissenschaftler
- Manfred Weiß (Grenzopfer) (1943–1962), deutsches Todesopfer an der innerdeutschen Grenze
- Manfred Weiß (Politiker) (1944–2017), deutscher Politiker (CSU)
- Manfred Weiß (Regisseur) (* 1958), deutscher Theaterregisseur, Autor, Dramaturg und Schauspieler
- Manuel Weiss (* 1982), deutscher Regisseur und Produzent
- Marcel Weiß (* 1976), deutscher Trainer im deutschen Galoppsport
- Marco Weiss (* 1990), deutscher straftatverdächtiger Schüler und Autor
- Marcus Weiss (* 1961), Schweizer Saxophonist und Musikpädagoge
- Marcus Weiß (* 1974), deutscher Tänzer
- Margarete Weiß (1912–1990), deutsche Politikerin (FDP), MdL Schleswig-Holstein
- Mari Weiß (* 1984), deutsche Politikerin (Die Linke)
- Maria Weiss (Sängerin), österreichische Schauspielerin und Sängerin (Mezzosopran)
- Maria-Lena Weiss (* 1981), deutsche Politikerin (CDU), MdB
- María Luisa Terán de Weiss, eigentlicher Name von Mary Terán de Weiss (1918–1984), argentinische Tennisspielerin
- Marianne Weiss, Geburtsname von Marianne Hold (1933–1994), deutsche Schauspielerin
- Marie Weiss (Filmschaffende) (Marie Garel-Weiss; * 1969), französische Drehbuchautorin, Regisseurin und Schauspielerin
- Marie Weiss (Handballspielerin) (* 2004), deutsche Handballspielerin
- Marie Johanna Weiss (1903–1952), US-amerikanische Mathematikerin und Hochschullehrerin
- Marie-Louise Müller-Weiss (1876–1935), deutsche Sängerin (Sopran), siehe Louise Müller (Sängerin, 1876)
- Marius Weiß (* 1975), deutscher Politiker (SPD), MdL Hessen
- Markus Weiß-Latzko (* 1984), deutscher Langstreckenläufer
- Martin Weiß der Ältere (?–1525), deutscher Großkaufmann
- Martin Weiß der Jüngere (1501–um 1561), deutscher Großkaufmann
- Martin Weiss (SS-Mitglied) (1903–1984), deutscher SS-Hauptscharführer, beteiligt am Holocaust in Litauen
- Martin Weiss (Schriftsteller) (* 1948), Schweizer Schriftsteller, Journalist und Comicautor
- Martin Weiss (Musiker) (1961–2024), deutscher Jazzmusiker
- Martin Weiss (Diplomat) (* 1962), österreichischer Diplomat
- Martin Weiss (Manager) (* 1967), deutscher Investor, Unternehmer und Medienmanager
- Martin Weiß (Schauspieler) (* 1974), deutscher Schauspieler
- Martin Weiss (Radsportler) (* 1991), österreichischer Radrennfahrer
- Martin Gottfried Weiß (1905–1946), deutscher SS-Obersturmbannführer, Kommandant verschiedener Konzentrations- und Vernichtungslager
- Marvin Weiss (* 1995), deutscher Fußballspieler
- Marx Weiß (um 1500–1580), deutscher Maler
- Mary Weiss (Sängerin) (1948–2024), US-amerikanische Sängerin
- Mary Catherine Bishop Weiss (1930–1966), US-amerikanische Mathematikerin
- Mary Terán de Weiss (eigentlich María Luisa Terán de Weiss; 1918–1984), argentinische Tennisspielerin
- Matthias Weiß (Architekt) (1636–1707), deutscher Architekt
- Matthias Weiß (Fußballspieler) (* 1961), deutscher Fußballspieler
- Max Weiß (Musiker), Geiger und Bratschist
- Max Weiß (1857–1927), österreichisch-ungarischer Schachspieler, siehe Miksa Weiß
- Max Weiss (Schachkomponist) (Max Ignaz Weiss; 1870–1943), deutscher Schachkomponist und -autor
- Max Weiß (Offizier) (1874–nach 1944), deutscher Offizier, Topograph und Landrat
- Max Weiss (Maler) (1884–1954), deutscher Maler und Grafiker
- Max Weiss (Bildhauer) (1921–1996), Schweizer Bildhauer
- Max Weiß (Fußballspieler) (* 2004), deutscher Fußballtorwart
- Maximilian Weiß (Handballspieler) (* 1988), deutscher Handballspieler
- Maximilian Weiß (Fußballspieler) (* 1998), deutscher Fußballspieler
- Mia Florentine Weiss (* 1980), deutsche Performancekünstlerin
- Michael Weiss (Politiker, 1569) (auch Michael Weiß; 1569–1612), siebenbürgisch-sächsischer Politiker
- Michael Weiss (Mathematiker) (* 1955), deutscher Mathematiker
- Michael Weiß (Unternehmer) (* um 1955), deutscher Brauereiunternehmer (Meckatzer Löwenbräu) und Verbandsfunktionär
- Michael Weiss (Politiker, 1956) (* 1956), deutscher Politiker (Grüne)
- Michael Weiss (Musiker) (* 1958), US-amerikanischer Jazzpianist
- Michael Weiß (Fußballtrainer) (* 1965), deutscher Fußballtrainer
- Michael Weiss (Eiskunstläufer) (* 1976), US-amerikanischer Eiskunstläufer
- Michael Weiss (Triathlet) (* 1981), österreichischer Mountainbikefahrer und Triathlet
- Michael Bastian Weiß (* 1974), deutscher Komponist und Philosoph
- Michael D. Weiss, US-amerikanischer Drehbuchautor
- Michael T. Weiss (* 1962), US-amerikanischer Schauspieler
- Michal Grinstein-Weiss, israelisch-US-amerikanische Wirtschaftswissenschaftlerin und Hochschullehrerin
- Michel Weiß (1867–1951), deutscher Maler
- Michelle Weiß (* 2001), deutsche Fußballspielerin
- Mika Weiss (1913–2001), ungarisch-US-amerikanischer Rabbiner
- Miksa Weiß (auch Max Weiß; 1857–1927), österreich-ungarischer Schachspieler
- Mix Weiss (1924–2014), Schweizer Journalistin und Autorin

### N
- Nathan Weiss (1847/1851–1883), österreichischer Internist und Neurologe
- Nicola Weiss (* 1994), österreichischer Fußballspieler
- Nina Noel Weiß (* 1988), deutsche Schauspielerin
- Norbert Weiss (Mikrobiologe) (1939/1940–2018), deutscher Mikrobiologe
- Norbert Weiss (Musikwissenschaftler) (* 1941), deutscher Musikwissenschaftler
- Norbert Weiß (Schriftsteller) (* 1949), deutscher Schriftsteller
- Norbert Weiss (Volkswirt) (* 1961), deutscher Volkswirt und Unternehmensberater

### O
- Olga Weiß (1853–1903), deutsche Malerin, Karikaturistin und Kunstpädagogin
- Oli Weiss (* 1970), deutscher Filmeditor und Filmemacher
- Oscar Weiss (1882–1965), Schweizer Maler und Grafiker
- Oskar von Weiß (1838–1901), deutscher Verwaltungsbeamter und Rittergutsbesitzer
- Oskar Weiß (Mediziner) (1873–1952), deutscher Frauenarzt
- Oskar Weiss (Cartoonist) (* 1944), Schweizer Zeichner, Maler und Cartoonist
- Oskar Julius Weiss (1920–1987), deutscher Maler
- Otmar Weiß (* 1953), österreichischer Sportsoziologe
- Otto von Weiß (1857–1901), österreichischer Gynäkologe
- Otto Weiß (Mediziner) (1871–1943), deutscher Mediziner
- Otto Weiß (1880–nach 1942), deutscher Architekt, siehe Otto Weis
- Otto Weiss (Historiker, 1890) (1890–1950), Schweizer Historiker und Hochschullehrer
- Otto Weiß (Jurist) (1902–1944), deutscher Verwaltungsjurist und Widerstandskämpfer
- Otto Weiß (Maler) (1904–1981), deutscher Maler
- Otto Weiß (Eiskunstläufer) (1914–??), deutscher Eiskunstläufer
- Otto Weiß (Musiker) (* 1929), deutscher Jazz- und Unterhaltungsmusiker
- Otto Weiß (Historiker, 1934) (1934–2017), deutscher Historiker und Theologe
- Otto Albert Bernhard Weiß (1907–1955), deutscher Offizier
- Otto S. Weiß, deutscher Musiker und Journalist

### P
- Pantaleon Weiß (1540–1608), deutscher Theologe, Historiker und Autor, siehe Pantaleon Candidus
- Patrik Weiß (1977–2023), deutscher Beachhandballtrainer
- Paul Weiß (Theologe) (1543–1612), deutscher Theologe, Rhetoriker und Dichter
- Paul Weiß (Zeichner) (1820–1896), deutscher Architekturzeichner
- Paul Weiß (Politiker, I) (1884–nach 1935), deutscher Politiker (Zentrum), Danziger Volkstagsabgeordneter
- Paul Weiss (Künstler) (1896–1961), französischer Künstler
- Paul Weiss (Geiger) (1898–1967), US-amerikanischer Geiger, Dirigent und Komponist
- Paul Weiss (Philosoph) (1901–2002), US-amerikanischer Philosoph
- Paul Weiß (Politiker, 1909) (1909–1965), österreichischer Politiker (SPÖ)
- Paul Weiss (Mathematiker) (1911–1991), deutsch-britischer Mathematiker, Physiker und Hochschullehrer
- Paul Weiss (Klavierbauer), deutscher Klavierbauer
- Paul Weiss (Rugbyspieler) (* 1991), deutscher Rugby-Union-Spieler
- Paul Alfred Weiss (1898–1989), österreichisch-amerikanischer Biologe
- Paul Friedrich Detlev Weiss (1907–1999), südafrikanischer Theologe und Semitist
- Paul Louis Weiss (1867–1945), französischer Ingenieur
- Paul S. Weiss (* 1959), US-amerikanischer Chemiker und Physiker
- Paula Macedo Weiß (* 1969), brasilianisch-deutsche Autorin, Kuratorin und Juristin
- Pernille Weiss (* 1968), dänische Unternehmen und Politikerin (K), MdEP
- Peter Weiß (Verleger, 1848) (1848–1898), deutscher Verlagsgründer
- Peter Weiss (SS-Mitglied) (1908–1946), Gestapo-Beamter, SS-Oberscharführer und Kriegsverbrecher
- Peter Weiss (1916–1982), deutsch-schwedischer Schriftsteller, Maler, Grafiker und Filmemacher
- Peter Weiss (Bildhauer) (1924–1981), deutscher Bildhauer
- Peter Weiß (Sozialarbeiter) (1926–2005), deutscher Sozialarbeiter und Hochschullehrer
- Peter Weiss (Boxer) (1938–2021), österreichischer Boxer
- Peter Weiß (Rennrodler), deutscher Rennrodler und Trainer
- Peter Weiß (Verleger) (* 1942), österreichischer Wirtschaftsjurist und Verleger
- Peter Weiß (Historiker) (1943–2025), deutscher Althistoriker
- Peter Weiss (Schlagzeuger) (* 1949), deutscher Schlagzeuger
- Peter Weiß (Politiker) (* 1956), deutscher Politiker (CDU)
- Peter Weiß (Schauspieler) (* 1962), deutscher Schauspieler
- Peter Weiss (Fußballspieler) (* 1963), österreichischer Fußballspieler
- Peter Weiss (Schauspieler) (* 1984), deutscher Schauspieler
- Peter Weiss-Blankenhorn (* 1968), deutscher Neurologe
- Peter Josef Weiß (1926–2012), deutscher Journalist und Heimatforscher
- Peter Joseph Weiss (1918–1990), US-amerikanischer Biochemiker österreichischer Herkunft
- Peterpaul Weiss (1905–1977), deutscher Gebrauchsgrafiker
- Peter Ulrich Weiß (* 1970), deutscher Historiker
- Philipp von Weiß (1795–1850), österreichischer Generalmajor
- Philipp Weiss (Sänger) (* 1971), deutscher Sänger
- Philipp Weiss (Schriftsteller) (* 1982), österreichischer Schriftsteller
- Philipp Friedrich Weiß (Politiker) (1653–1720), deutscher Historiograph und Politiker
- Philipp Friedrich Weiß (Rechtswissenschaftler) (1766–1808), deutscher Rechtswissenschaftler
- Philippe Weiss (* 1978), österreichischer Fußballspieler
- Pierre Weiss (Politiker) (1952–2015), Schweizer Politiker (FDP)
- Pierre-Ernest Weiss (1865–1940), französischer Physiker

### R
- Rainer Weiss (* 1932), US-amerikanischer Physiker
- Rainer Weiss (Verleger) (* 1949), Lektor und Verleger
- Rainer-Maria Weiss (* 1966), deutscher Archäologe
- Ralph Weiß (* 1955), deutscher Kommunikationswissenschaftler
- Reinhold Weiss (1934–2022), deutscher Produktdesigner
- Rich Weiss (1963–1997), US-amerikanischer Kanute
- Richard Weiss (1907–1962), Schweizer Volkskundler
- Richard Weiss (Ringer) (* 1973), australischer Ringer
- Robbie Weiss (* 1966), US-amerikanischer Tennisspieler
- Robert Weiss (Offizier) (1920–1944), deutscher Offizier der Luftwaffe
- Robert Weiss (Honorarkonsul), Schweizer Honorarkonsul
- Robert Weiß (Politikwissenschaftler) (* 1946), deutscher Politikwissenschaftler
- Robert Weiß (Politiker) (* 1964), Kärntner Landtags-Direktor
- Robert Weiss (Filmemacher), Schweizer Filmemacher und Autor
- Robert Weiss (Musiker), österreichischer Jazzpianist und Musikpädagoge
- Robert Weiß (Handballspieler) (* 1987), deutscher Handballspieler
- Robert Weiss-Schefer (1882–1947), Schweizer Maler, Zeichner und Lithograf
- Robert K. Weiss, US-amerikanischer Filmproduzent und Regisseur
- Robert Michael Weiß (* 1956), österreichischer Musiker und Komponist
- Roland Weiß (1956–2020), deutscher Politiker
- Rolf Weiss (* 1948), Schweizer Fotograf
- Rosemarie Weiß, Geburtsname von Rosemarie Scherberger (1935–2016), deutsche Fechterin
- Rudi Weiss (* 1952), deutscher Maler und Bildhauer
- Rudi Weiß (* 1957), österreichischer Künstler
- Rüdiger Weiß (* 1960), deutscher Politiker
- Rudolf Weiß (Unternehmer) (1824–1893), deutscher Unternehmer
- Rudolf Weiß (SS-Mitglied) (1899–1945), deutscher SS-Brigadeführer und Politiker (NSDAP), MdR
- Rudolf Weiss (Journalist) (1910–1998), Schweizer Journalist
- Rudolf Weiss (Schriftsteller) (1920–1974), deutscher Jugendbuchautor
- Rudolf Fritz Weiss (1895–1991), deutscher Mediziner und Phytotherapeut
- Rudolf H. Weiß (* 1936), deutscher Psychologe
- Rudolf Joseph Jakob Weiß (1820/1823–1903), deutscher Geistlicher und Politiker (Zentrum), MdR
- Ruth Weiss (Journalistin, 1908) (1908–2006), österreichisch-chinesische Journalistin
- Ruth Weiss (Journalistin, 1924) (* 1924), deutsch-südafrikanische Journalistin und Autorin
- Ruth Weiss (Künstlerin) (1928–2020), österreichisch-US-amerikanische Performancekünstlerin, Dramatikerin, Filmemacherin und Schauspielerin

### S
- Sabine Weiss (Fotografin) (1924–2021), schweizerisch-französische Fotografin
- Sabine Weiss (Historikerin) (* 1937), österreichische Historikerin und Hochschullehrerin
- Sabine Weiss (Politikerin) (* 1958), deutsche Politikerin (CDU)
- Sabine Weiß (Schriftstellerin) (* 1968), deutsche Journalistin und Schriftstellerin
- Sam Weiss (1910–1977), US-amerikanischer Jazzmusiker
- Samuel Weiss (Biochemiker) (* 1955), kanadischer Biochemiker
- Samuel Weiss (Schauspieler) (* 1967), Schweizer Schauspieler
- Samuel A. Weiss (Samuel Arthur Weiss; 1902–1977), US-amerikanischer Politiker
- Sandra Weiss (* 1976), deutsche Schlagersängerin
- Sascha Weiss (* 1977), deutscher Koch
- Schewach Weiss (1935–2023), israelischer Politiker, Diplomat, Politikwissenschaftler und Hochschullehrer
- Schuyler Weiss, australischer Filmproduzent
- Sebastian Weiss (Musiker), deutscher Jazzpianist
- Sebastian Weiss (* 1974), eigentlicher Name von Sepalot, deutscher DJ und Musikproduzent
- Sebastian Weiss (Schauspieler) (* 1985), deutscher Schauspieler
- Sebastian Weiß (Leichtathletiktrainer) (* 1985), deutscher Leichtathletiktrainer
- Sholam Weiss (* 1954), US-amerikanischer Geschäftsmann und Betrüger
- Sid Weiss (1914–1994), US-amerikanischer Jazzbassist
- Siegfried Weiß (Schauspieler) (1906–1989), deutscher Schauspieler
- Siegfried Weiß (General) (1914–1986), deutscher Generalleutnant
- Siegfried Weiß (Skilangläufer) (1933–2013), deutscher Skilangläufer
- Siegfried Weiß (Kunsthistoriker) (1942–2020), deutscher Kunsthistoriker, Maler und Kunsterzieher
- Silvia Weiss (* um 1970), deutsche Sängerin (Sopran)
- Silvius Leopold Weiss (1687–1750), deutscher Komponist und Lautenist
- Simon Weiß (* 1985), deutscher Politiker (Piraten)
- Simona Weiss (1963–2015), slowenische Volkssängerin
- Soma Weiss (1898–1942), ungarisch-amerikanischer Arzt
- Sönke C. Weiss (* 1967), deutscher Journalist, Filmemacher und Fotograf
- Søren Weiss (1922–2001), dänischer Schauspieler
- Stefan Weiß (Komponist) (1899–1984), österreichischer Komponist und Liedtexter
- Stefan Weiß (Historiker) (1960–2016), deutscher Historiker
- Stefan Weiss (Musikhistoriker) (* 1964), deutscher Musikhistoriker und Hochschullehrer
- Stefan Weiß (Filmeditor) (* 1978), deutscher Filmeditor
- Stefan Weiss (Footballspieler), österreichischer American-Football-Spieler
- Stefan Sonvilla-Weiss (* 1961), österreichischer Kommunikationswissenschaftler und Hochschullehrer
- Stephen Weiss (* 1983), kanadischer Eishockeyspieler
- Susan R. Weiss, US-amerikanische Virologin

### T
- Tanja Weiß, eigentlicher Name von Kim Bender (* 1969), deutsche Schriftstellerin
- Theodor Weiß (General) (1796–1875), deutscher Generalmajor und Politiker
- Theodor Weiß (Priester) (1843–1920), deutscher Priester
- Theodor Weiß (Schauspieler) (1857–1942), österreichischer Schauspieler
- Theodor Weiss (Jurist) (1868–1936), Schweizer Jurist und Richter
- Theodore S. Weiss (1927–1992), US-amerikanischer Jurist und Politiker
- Thomas Weiß (Architekt) (1866–nach 1915), deutscher Architekt
- Thomas Weiß (Kulturhistoriker) (* 1951), deutscher Kulturhistoriker
- Thomas Weiß (Skirennläufer) (* 1954), deutscher Skirennläufer und Sitzballspieler
- Thomas Weiß (Lyriker) (* 1961), deutscher Lyriker
- Thomas Weiss (Schriftsteller) (* 1964), deutscher Schriftsteller
- Thomas Weiß (Fußballspieler, 1967) (* 1967), deutscher Fußballspieler
- Thomas Weiß (Fußballspieler, 1970) (* 1970), deutscher Fußballtorhüter
- Thomas Weiss (Naturbahnrodler) (* 1990), italienischer Naturbahnrodler
- Thorsten Weiß (* 1983), deutscher Politiker (AfD)
- Traubeli Weiss (1954–2012), deutscher Gitarrist
- Trude Weiss-Rosmarin (1908–1989), US-amerikanische Schriftstellerin und Herausgeberin

### U
- Ulf Weiß-Vogtmann (1900–1989), deutscher Ballonfahrer und Erfinder
- Ulli Weiss (1943–2014), deutsche Fotografin
- Ulman Weiß (1949–2023), deutscher Historiker
- Ulrich Weiß (Benediktiner) (1713–1763), deutscher Benediktinerpater
- Ulrich Weiss (Richter) (1901–1989), deutscher Richter
- Ulrich Weiss (Chemiker) (1908–1989), tschechisch-US-amerikanischer Chemiker
- Ulrich Weiß (Regisseur) (1942–2022), deutscher Filmregisseur und Drehbuchautor
- Ulrich Weiß (Politikwissenschaftler) (* 1947), deutscher Politikwissenschaftler
- Ulrich Weiß (Ingenieur) (* 1968), deutscher Ingenieur und Industriemanager

### V
- Victor Weiss-Starkenfels (Victor Weiss von Starkenfels; 1818–1886), österreichischer Diplomat, Politiker und Autor
- Viktor Weiss (1913–1966), deutsch-britischer Maler und Karikaturist, siehe Victor Weisz
- Viktrizius Weiß (1842–1924), deutscher Ordensgeistlicher
- Viola Weiss (* 1980), deutsche Sportmoderatorin
- Vivien Weiß-Drumm (* 1992), deutsche Volleyballspielerin
- Vladimír Weiss (Fußballspieler, 1939) (1939–2018), tschechoslowakischer Fußballspieler
- Vladimír Weiss (Fußballspieler, 1964) (* 1964), slowakischer Fußballspieler und -trainer
- Vladimír Weiss (Fußballspieler, 1989) (* 1989), slowakischer Fußballspieler
- Volker Weiss (Ingenieur) (* 1930), österreichischer Ingenieur, Metallurg und Hochschullehrer
- Volker Weiß (* 1972), deutscher Historiker und Publizist
- Volkmar Weiss (* 1944), deutscher Genetiker, Sozialhistoriker und Genealoge

### W
- Walter Weiß (General) (1890–1967), deutscher Generaloberst
- Walter Weiss (Maler, 1895) (1895–1979), Schweizer Maler
- Walter Weiss (Germanist) (1927–2004), österreichischer Germanist
- Walter Weiss (Autor) (* 1942), österreichischer Philosoph und Autor
- Walter Weiss (Maler, 1943) (1943–2018), Schweizer Maler
- Walter Weiß (Unternehmer) (* 1944), deutscher Unternehmensgründer
- Walter Hubert Weiss (1910–1950), deutscher Musiker
- Walter M. Weiss (* 1961), österreichischer Journalist und Publizist
- Walther Weiss (* 1944), deutscher Künstler
- Waltraud Weiß (* 1939), deutsche Dichterin, Autorin und Herausgeberin
- Werner Weiß (Politiker, 1926) (1926–1990), deutscher Politiker (CDU), MdB
- Werner Weiß (Politiker, 1928) (1928–2019), deutscher Politiker (CDU), MdL Niedersachsen
- Werner Weiß (Parteifunktionär), deutscher Parteifunktionär (SED)
- Werner Weiß (Tischtennisspieler) (* 1931), deutscher Tischtennisspieler
- Werner Weiß (Fußballspieler, 1935) (* 1935), deutscher Fußballspieler
- Werner Weiss (Mediziner) (* 1944), österreichischer Internist und Verbandsfunktionär
- Werner Weiß (Fußballspieler, 1952) (* 1952), deutscher Fußballspieler und -trainer
- Werner Schmidt-Weiss (1937–2014), deutscher Ingenieur und Unternehmer
- Werner W. Weiss (Werner Wolfgang Weiss; * 1943), österreichischer Astrophysiker und Hochschullehrer
- Wilhelm Weiss (Mathematiker) (1859–1904), österreichischer Mathematiker
- Wilhelm Weiß (General) (1867–1926), deutscher Generalleutnant
- Wilhelm Weiß (General, 1885) (1885–1966), Generalmajor der Wehrmacht, Oberstleutnant des ÖBH
- Wilhelm Weiß (Journalist) (1892–1950), deutscher Journalist und Politiker (NSDAP)
- Wilhelm Weiß (Widerstandskämpfer) (1901–1946), deutscher Widerstandskämpfer
- Willi Weiß (Willibald Weiß; * 1956), deutscher Handballspieler
- William Weiss (1882–1952), US-amerikanischer Footballspieler
- William M. Weiss (1907–2001), US-amerikanischer Filmproduzent
- Willibald Weiss (1948–2023), deutscher Fußballspieler
- Willy Weiss (Sänger) (Wilhelm Friedrich Weiss; 1883–1954), deutscher Sänger (Tenor) und Liederdichter
- Willy Weiss (Geiger) (1896–nach 1954), deutscher Geiger
- Wincent Weiss (* 1993), deutscher Sänger und Songwriter
- Winfried Weiß (1934–2015), deutscher Fußballtrainer
- Wisso Weiß (1904–1991), deutscher Papierhistoriker und Wasserzeichenforscher
- Wojciech Weiss (1875–1950), polnischer Maler und Zeichner
- Wolfgang Weiß (Anglist) (auch Wolfgang Weiss; 1932–2019), deutscher Anglist, Hochschullehrer und Bibliothekar
- Wolfgang Weiss (Maler, 1932) (Wolfgang Weiss-Lang; 1932–2024), Schweizer Maler und Leichtathlet
- Wolfgang Weiss (Maler, 1945) (* 1945), deutscher Maler und Fotograf
- Wolfgang Weiß (Physiker) (1946–2021), deutscher Physiker
- Wolfgang Weiss (Schriftsteller) (* 1950), österreichischer Schriftsteller, Grafiker und Musiker
- Wolfgang Weiß (Politiker) (* 1954), deutscher Politiker (Die Linke)
- Wolfgang Weiß (Theologe, 1955) (* 1955), deutscher evangelischer Theologe und Religionspädagoge
- Wolfgang Weiß (Theologe, 1957) (* 1957), deutscher katholischer Theologe und Kirchenhistoriker
- Wolfgang Weiß (Musiker) (Wolfgang Michael Weiß; * 1963), deutscher Kirchenmusiker, Sänger (Bassbariton) und Musikpädagoge
- Wolfgang Weiß (Rechtswissenschaftler) (* 1966), deutscher Rechtswissenschaftler und Hochschullehrer
- Wolfgang Schmidt-Weiß (1913–nach 1956), deutscher Pianist und Musikwissenschaftler
- Wolfgang W. Weiß (* 1947), deutscher Pädagoge

### X
- Xaver Weiss (1811–1898), deutscher Verwaltungsbeamter

### Y
- Yasmin Mei-Yee Weiß (* 1978), deutsche Personalmanagerin und Hochschullehrerin
- Yfaat Weiss (* 1962), israelische Historikerin
- Ysette Weiss-Pidstrygach, Mathematikerin, Didaktikerin und Hochschullehrerin

### Z
- Zack Weiss (* 1992), israelischer Baseballspieler
- Zohar Weiss (* 1962), israelischer Schwimmer
- Zygmunt Weiss (1903–1977), polnischer Sprinter

## Nachweise
1. ↑  Vgl. Duden. Familiennamen. Herkunft und Bedeutung von 20.000 Nachnamen. Bearbeitet von Rosa und Volker Kohlheim. Dudenverlag, Mannheim/Leipzig/Wien/Zürich 2005; unter Weiss, Weiß.